# Atollo Addu
L'atollo Addu, precedentemente chiamato atollo Seenu, è l'atollo più meridionale della Repubblica delle Maldive e, insieme all'isola Fuvahmulah dell'Atollo Gnaviyani che si trova a circa 50 chilometri a nord di Addu, è l'unico che si estende a sud dell'equatore, nell'emisfero australe. Solo sei delle isole dell'atollo sono abitate, e sono: Meedhoo, Hithadhoo, Maradhoo, Feydhoo e Hulhudhoo, con una popolazione complessiva di poco più di 28 000 abitanti. Assieme all'atollo Huvadhu e a Fua Mulaku, Addu è separato dagli altri atolli maldiviani da un canale ampio un grado e mezzo.

## Storia
Nel corso della seconda guerra mondiale e nel successivo periodo della Guerra Fredda sull'isola di Gan la Royal Air Force britannica tenne operativa una base militare per Marina e Aeronautica, la Royal Air Force Station Gan, che fu attiva dal 1941 al 1976. In previsione di un attacco giapponese su Ceylon, tra il marzo e l'aprile 1942 l'ammiraglio inglese Sommerville ritirò su Addu cinque vecchie navi da battaglia e due portaerei trasferite dal Mediterraneo e dall'Atlantico, allo scopo di fare della flotta orientale così improvvisata un deterrente strategico di riserva.
Dal 1958 al 1963 fu creata lo stato separatista Repubblica Unita delle Suvadive che, come capitale, era lo stesso capoluogo.

## Isole abitate
Feydhoo, Hithadhoo, Hulhudhoo, Maradhoo, Maradhoo-Feydhoo, Meedhoo, Gan.

## Isole disabitate
Aboohéra, Bodu Hajara, Boduhéragandu, Dhigihéra, Fahikédéhérangada e isola di Gan, sede dell'Aeroporto Internazionale di Gan. Isole turistiche, aeroporti e isole industriali sono considerate disabitate.